# Derepazarı
Derepazarı là một huyện thuộc tỉnh Rize, Thổ Nhĩ Kỳ. Huyện có diện tích 23 km² và dân số thời điểm năm 2007 là 7651 người, mật độ 333 người/km².